# Emanuele Clarizio
Emanuele Clarizio (18 mai 1911-16 avril 2001) est un prélat italien de l'Église catholique qui a travaillé au service diplomatique du Saint-Siège de 1939 à 1970, servant avec le titre d'archevêque en tant que principal représentant du pape au Pakistan, en République dominicaine et au Canada. De 1970 à 1986, il dirige le département du Vatican chargé de l'assistance aux migrants.

## Biographie
Emanuele Clarizio est né le 18 mai 1911 à Milan. Il étudie aux petit et grand séminaires pontificaux de Rome, à l'Université pontificale du Latran. Il est diplômé en droit canonique, en théologie et en philosophie. Il est ordonné prêtre à Rome le 7 décembre 1933.
Pour se préparer à une carrière diplomatique, il entre à l'Académie pontificale ecclésiastique en 1938. Parmi ses premières affectations, il travaille à la Secrétairerie d'État de 1939 à 1947, puis à l'étranger dans les représentations papales aux États-Unis de 1947 à 1949, en Australie (en), en Nouvelle-Zélande (en) et en Océanie de 1949 à 1954, et en France de 1954 à 1958.
Son premier poste diplomatique de haut niveau est le 10 juillet 1958 en tant que premier internonce apostolique au Pakistan (en).
Le 14 octobre 1961, le pape Jean XXIII le nomme archevêque titulaire de Claudiopolis-en-Isaurie (de) et Nonce apostolique en République dominicaine (en). Il reçoit la consécration épiscopale le 29 octobre 1962. Là, il tente d'apaiser les tensions politiques en demandant - ou en négociant - la libération des prisonniers politiques,. En 1965, il organise un cessez-le-feu entre le gouvernement et les forces rebelles,. Sa campagne contre la violence sanctionnée par le gouvernement - un renversement du soutien de longue date de l'Église au régime autoritaire dans le pays - suscite des accusations de soutien aux communistes.
Le 11 juin 1967, le Pape Paul VI le nomme délégué apostolique au Canada. Son titre devient pro-nonce apostolique le 16 octobre 1969 et archevêque titulaire d'Antium (de).
Le 30 avril 1970, le pape Paul le nomme vice-président du Conseil pontifical pour la pastorale des migrants et des personnes en déplacement jusqu'à son remplacement le 18 septembre 1986 par Giovanni Cheli.
Il occupe également le poste de président de la Peregrinatio ad Petri Sedem (it), l'agence vaticane qui soutient les pèlerins à Rome, à partir du 17 novembre 1982.
Il décède le 16 avril 2001.

## Succession apostolique
La succession apostolique est:
- Évêque Juan de Dios López de Victoria (1963)
- Archevêque Cesare Zacchi (1967)
- Archevêque Austin-Emile Burke (1968)
- Évêque Paul John O'Byrne (de) (1968)
- Archevêque Joseph Gilles Napoléon Ouellet, P.M.E. (1968)
- Cardinal Édouard Gagnon, P.S.S. (1969)
- Évêque Edgar Godin (de) (1969)
- Évêque Guy Bélanger (de) (1969)